# ケイティ・バークハート
ケイティ・バークハート（Katie Burkhart、1986年2月24日 - ）は、アメリカ合衆国カリフォルニア州サンルイスオビスポ出身の女子ソフトボール選手（投手）。ソフトボールアメリカ代表。

## 経歴
アリゾナ州立大学（アリゾナステート・サンデビルズ）卒業。2009年-2010年にかけて日本リーグ1部の豊田自動織機でプレーした。